# Romani (äventyrare)
Romani eller Romany, död efter 1714, var en fransk äventyrare, känd för sin inblandning i den berömda giftmordsaffären.
Romani var anställd som lakej vid kungliga hovet. Han beskrivs som en mästare i förklädning och manipulation. Han hade varit förlovad med Catherine Monvoisins dotter Marguerite Monvoisin, men hade brutit förlovningen, och blev sedan älskare till sin före detta fästmös mor. 
Romani greps sedan Catherine Monvoisin hade uppgett att han hade samarbetat med henne för att mörda Angélique de Fontanges med förgiftade handskar. 
Han dömdes 1682 till livstids fängelse. Hans dödsdatum är okänt. Han nämns sist 1714, när några av hans medfångar blev bestraffade för att ha avlägsnat hans kedjor av medlidande. 